# Theodor Demmler
Theodor Demmler (* 13. Januar 1879 in Heilbronn; † 21. Juli 1944 in Berlin) war ein deutscher Kunsthistoriker.

## Leben
Theodor Demmler war der Sohn des evangelischen Geistlichen Emil Demmler (1843–1922). Nachdem er seit 1904 Kunstgeschichte an den Universitäten Tübingen und Berlin studiert hatte und 1909 in Tübingen promoviert worden war, wurde er 1910 Volontär bei den Berliner Staatlichen Museen. Während seiner Studienzeit wurde er Mitglied der Tübinger Königsgesellschaft Roigel (1933–1935 Burschenschaft Roigel Tübingen). 1911 wurde Demmler Mitarbeiter der Abteilung „Bildwerke der christlichen Epochen“ des Kaiser-Friedrich-Museums. Hier wurde er 1913 zum Assistenten, 1915 zum Stellvertretenden Direktor und 1919 zum Direktor dieser Abteilung als Nachfolger von Wilhelm von Bode ernannt. Er unternahm zahlreiche Studienreisen. Im Ersten Weltkrieg war er im Auftrag der Obersten Heeresleitung im Rahmen des Kunstschutzes in den besetzten Westgebieten, insbesondere bei „Schutz und Bergung“ der Kunstdenkmäler in Nordfrankreich tätig. Vorwiegend beschäftigte er sich mit der Kunst des Mittelalters und der Neuzeit. Verheiratet war er mit Gertrud von Falke, Tochter des Kunsthistorikers Otto von Falke. Ihre gemeinsame Grabstätte befindet sich auf dem Südwestkirchhof Stahnsdorf.

## Schriften (Auswahl)
- Die Grabdenkmäler des württembergischen Fürstenhauses und ihre Meister im 16. Jahrhundert. Heitz, Strassburg 1910 (Digitalisat).
  - daraus Teildruck Der Augsburger Bildhauer Paul Mair (ca. 1540–1615) und seine Tätigkeit in Württemberg. 1910 (= Dissertation Tübingen 1909).
- Der Meister des Breisacher Hochaltars. In: Jahrbuch der Preußischen Kunstsammlungen 35, 1914, S. 103–135.
- Geborgene Kunstwerke aus dem besetzten Nordfrankreich, München 1918.
- Die Bildwerke des Deutschen Museums, 4 Bde., Berlin 1923.
- Deutsche Skulpturen im Deutschen Museum, Berlin 1930.
- Die Meisterwerke Tilman Riemenschneiders, Berlin 1939.